# بوا فران (كيبك)
بوا فران (بالإنجليزية: Bois-Franc, Quebec)‏ هي معلم جغرافي و بلدية محلية في كيبيك تقع في كندا في La Vallée-de-la-Gatineau Regional County Municipality. يقدر عدد سكانها بـ 447 نسمة ومساحتها 74.20 كم2 .